# Isola - La tredicesima personalità
Isola: La tredicesima personalità (Isola: Tajuu jinkaku shôjo) è un film del 2000 diretto da Toshiyuki Mizutani. Il film è basato sul romanzo Juusan-banme no jinkaku (perusona): Isola di Yûsuke Kishi. In italia il film è stato distribuito direttamente per l'home video dalla Dynit.

## Trama
Yukari è una ragazza che ha il dono di leggere la mente altrui. Mentre presta soccorso per le vittime del terremoto di Kobe del 1995, Yukari conosce Chihiro, una ragazzina che soffre di disordini da personalità multipla. Ogni singola personalità di Chihiro fa comportare la ragazza in maniera differente. Tuttavia quella che desta le maggiori preoccupazioni è la tredicesima personalità di Chihiro, "battezzata" Isola, nome letterario tratto da I racconti della luna pallida d'agosto. Isola può arrivare al punto di uccidere chi le si avvicina troppo, mettendo in pericolo la vita della stessa Yukari che sta indagando su di lei.